# Disco 2
Disco 2 é a segunda coletânea musical de remixes da banda Pet Shop Boys, lançada a 12 de Setembro de 1994.
Consiste em misturas do álbum Very de 1993 e novo b-sides.
| Críticas profissionais                                                      | Críticas profissionais |
| Avaliações da crítica                                                       | Avaliações da crítica  |
| Fonte                                                                       | Avaliação              |
| --------------------------------------------------------------------------- | ---------------------- |
| allmusic                                                                    | [ 1 ]                  |
| Robert Christgau                                                            | (sem nota)             |
| Esta tabela precisa de ser acompanhada por texto em prosa. Consulte o guia. |                        |

## Faixas
1. "Absolutely Fabulous" (Rollo Our Tribe Tongue-In Cheek Mix) – 0:29
2. "I Wouldn't Normally Do This Kind of Thing" (Beatmasters Extended Nude Mix) – 4:15
3. "I Wouldn't Normally Do This Kind of Thing" (DJ Pierre Wild Pitch Mix) – 2:59
4. "Go West" (Farley & Heller Mix) – 3:40
5. "Liberation" (E Smoove 12" Mix) – 6:09
6. "So Hard" (Morales Red Zone Mix) – 2:48
7. "Can You Forgive Her?" (Rollo Dub) – 4:03
8. "Yesterday, When I Was Mad" (Junior Vasquez Fabulous Dub) – 4:54
9. "Absolutely Fabulous" (Rollo Our Tribe Tongue-In Cheek Mix) – 6:01
10. "Yesterday, When I Was Mad" (Coconut 1 12" Mix) – 2:12
11. "Yesterday, When I Was Mad" (Jam & Spoon Mix) – 5:01
12. "We All Feel Better In The Dark" (Brothers In Rhythm After Hours Climax Mix) – 5:21

## Créditos
- Chris Lowe
- Neil Tennant